# Milagro económico belga

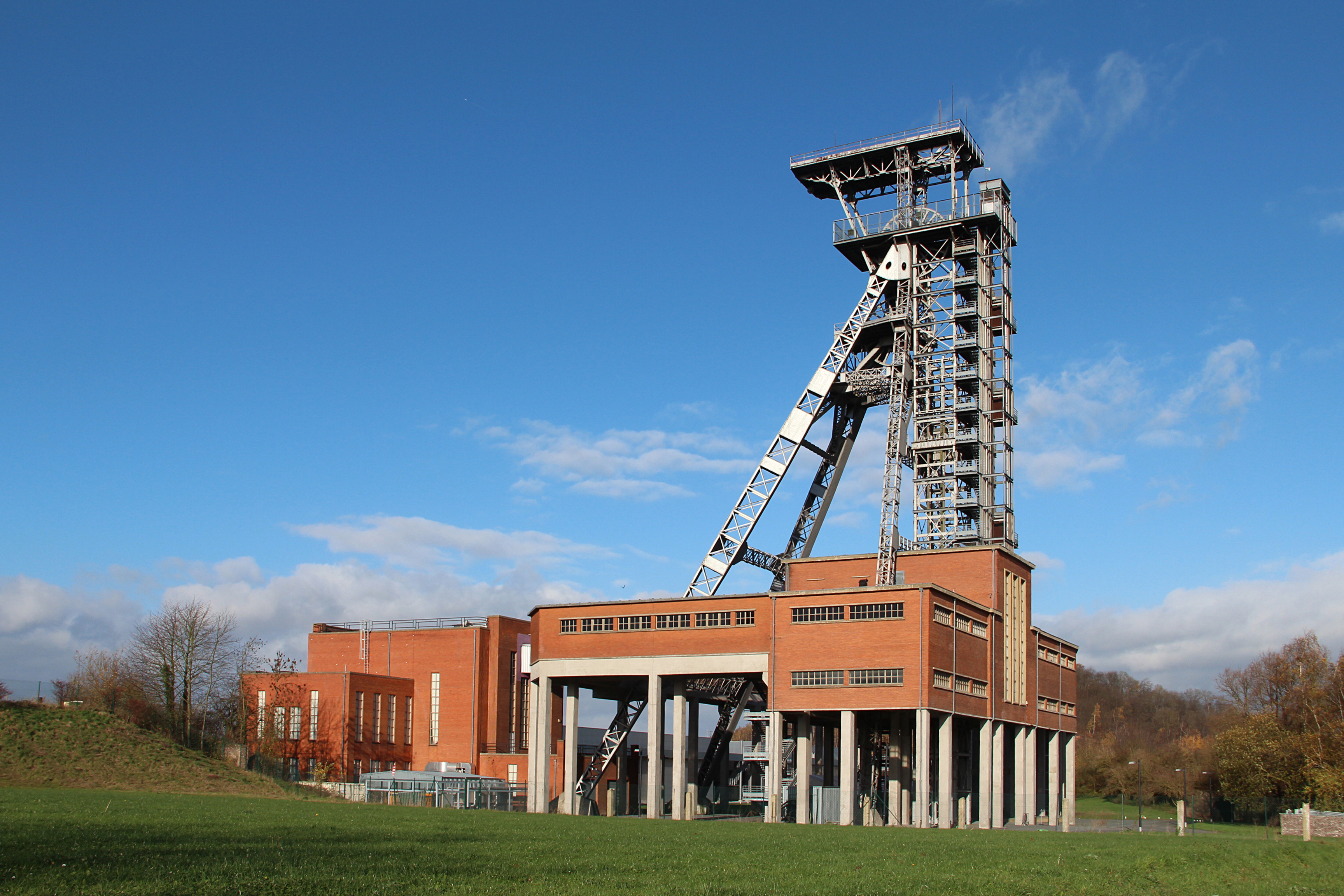
Vista moderna de una antigua mina de carbón en Frameries. La minería del carbón fue una de las industrias que impulsó el milagro económico de Bélgica.

El milagro económico belga (en francés: Le miracle belge, en neerlandés: Het belgische wonder, literalmente "El milagro belga") fue un período de rápido crecimiento económico en Bélgica después de la Segunda Guerra Mundial, principalmente entre 1945 y 1948. Se caracterizó por tendencias paralelas de aumento del empleo y de los salarios reales, así como por una baja inflación, lo que condujo a una mejora de los niveles de vida y fue más o menos contemporáneo con el milagro económico alemán de Alemania Occidental y parte del período de expansión económica mundial de la posguerra a finales de la década de 1940 y el comienzo de la de 1950.

## Historia
Durante la Segunda Guerra Mundial, Bélgica estuvo ocupada por la Alemania nazi y sufrió un deterioro de su producto interno bruto debido a los daños de la guerra y a las políticas económicas aplicadas por los ocupantes, a pesar de los esfuerzos de figuras como Alexandre Galopin, que trató de preservar la capacidad industrial de Bélgica mediante el compromiso con los ocupantes.
A partir de 1945, sin embargo, la demanda de las industrias tradicionales belgas (acero y carbón, textiles y maquinaria ferroviaria en particular) creció en toda Europa, impulsando la recuperación de la economía belga. En comparación con los países vecinos, cuyas industrias se habían visto gravemente dañadas por los combates, la base industrial belga, relativamente intacta, pudo restablecer su capacidad de respuesta al aumento de la demanda. En 1946, el gobierno anunció su intención de aumentar la producción en las importantes industrias mineras belgas del carbón inaugurando una "Batalla por el carbón" (Bataille du charbon). A finales de 1947, Bélgica se convirtió en el primer exbeligerante de Europa en alcanzar el nivel de producción industrial de antes de la guerra.
El milagro económico también se vio facilitado en gran medida por la política monetaria de Camille Gutt, cuyo "Plan Gutt", iniciado en octubre de 1944, redujo la oferta monetaria que había crecido enormemente durante la ocupación. El efecto de esta política, que redujo en dos tercios la cantidad de dinero en circulación, fue limitar drásticamente la inflación y facilitar un aumento general del nivel de vida.
Las condiciones de vida de los trabajadores belgas mejoraron rápidamente durante el milagro económico. Históricamente, los trabajadores urbanos de Bélgica habían cobrado menos y vivían en peores condiciones que los de países semejantes, a pesar de que la economía belga creció rápidamente durante la Revolución Industrial, lo que comenzó a cambiar durante la maravilla económica. En 1944, poco después de la Liberación, el gobierno belga de Achille Van Acker introdujo una serie de reformas de la seguridad social que iniciaron el aumento del nivel de vida. La escasez de mano de obra y las demandas de mayor producción, especialmente en la minería del carbón, dieron lugar a un aumento de los salarios. En 1947, los salarios de los mineros del carbón en Borinage eran un 40 % más altos que en 1938. La tasa de natalidad también aumentó.
El milagro económico también demostró la escasez de mano de obra nacional, especialmente en el sector del carbón. El gobierno belga intentó reclutar mano de obra en el extranjero. Empleó brevemente a 64000 prisioneros de guerra alemanes como mineros del carbón. En 1946, el gobierno belga creó un programa de trabajadores invitados en Italia que condujo a la primera ola significativa de inmigración en Bélgica.

## Críticas
Algunos historiadores han criticado el uso del término "milagro económico" para describir el período. Según el historiador Martin Conway, el término es "singularmente inapropiado" para describir la recuperación económica belga durante el período porque "las tasas de crecimiento, los salarios y los niveles de inversión estaban muy por debajo de las de las economías competidoras de Bélgica y los costes de producción estaban muy por encima de estas". La política del gobierno se centraba en la estabilidad monetaria y no en la inversión. Tomado por sorpresa por la velocidad de la recuperación económica del país, el gobierno belga reclamó pocos recursos al plan Marshall, que estaba siendo utilizado por sus competidores para desarrollar nuevas industrias. En 1953, la producción industrial de Bélgica era un 11 % más alta que la de 1929, en comparación con una diferencia del 70 % en otros países de Europa Occidental. El resultado fue que la industria pesada belga se enfrentó a una "crisis estructural aguda" en la década de 1950, a medida que las exportaciones industriales belgas se volvieron poco competitivas. Esto condujo al inicio de la desindustrialización de Valonia y al inicio de la divergencia económica regional entre Valonia y Flandes, que se hizo visible durante la huelga general del invierno de 1960-61.
El estudio del período fue importante en la formación del pensamiento económico del economista Alexandre Lamfalussy, quien escribió sobre el tema a principios de la década de 1960.